# Лекс Скот Дейвис
Алексис Скот Дейвис (на английски: Lex Scott Davis) е американска актриса. Тя е известна с ролята си на Ния в „The First Purge“ и Тони Бракстън в телевизионния филм „Тони Бракстън: Не разбивай сърцето ми“. През 2017 г. изпълнява главна роля в краткотраен драматичен сериал на CBS „Тренировъчен ден“. Играе Киара в „Ел Връзки: Поколение отвъд етикета“.

## Биография
Алексис Скот Дейвис е родена на 21 февруари 1991 г. в Балтимор, Мериленд, в семейството на майка - личностен треньор и баща - собственик на фирма за недвижими имоти. Тя учи специалност танци и физиотерапия в университета „Дрексел“ преди да се премести в Ню Йорк през 2013 г. и да продължи обучението си в Нюйоркската филмова академия..

### Кариера
През 2015 г. Дейвис играе ролята на Тони Бракстън в телевизионния филм „Тони Бракстън: Не разбивай сърцето ми“. След като прави телевизионният си дебют с тази роля, тя участва в единичния сезон на криминалния драматичен сериал на CBS „Training Day“.
През 2018 г. Дейвис прави дебюта си на големия екран с главни роли в три филма: екшън филма „Superfly“, филма на ужасите „The First Purge“ и съдебната драма „Foster Boy“. На следващата година тя бива избрана за повтаряща се роля в драматичния сериал „The L Word: Generation Q“. През 2020 г. е избрана да се снима като дъщеря на главната героиня на Кейти Сегал в сериала на ABC „Rebel“